# Verlag Vorwerk 8
Der Verlag Vorwerk 8 ist ein unabhängiger Verlag mit Sitz in Berlin. Den Programmschwerpunkt des Verlags bilden Publikationen zu den Themen Film, Theater, Kultur, Literatur, Philosophie, Kunst und Lyrik.

## Geschichte
Der Verlag wurde 1994 von Reinald Gußmann in Berlin gegründet.
Autoren und Herausgeber sind u. a. Alexander Kluge, Karsten Witte, Hermann Kappelhoff, Alexander Honold, Eva Hohenberger, Caroline Neubaur, Thomas Heise.

## Programm
Seit 1996 erscheint die Buchreihe »Texte zum Dokumentarfilm« in Kooperation mit der Dokumentarfilminitiative. Die Reihe versammelt Positionen und Perspektiven des künstlerischen Dokumentarfilms, mit Beiträgen von u. a. John Grierson, Hito Steyerl, Eva Hohenberger, Bill Nichols, Vivian Sobchack, Bert Rebhandl, Elisabeth Büttner, Karin Harrasser, Vrääth Öhner, Clemens J. Setz. Monografische Titel der Reihe erschienen u. a. mit Texten von Harun Farocki, Hartmut Bitomsky, Serge Denay, Raymond Depardon, Werner Herzog, Danièle Huillet und Jean-Marie Straub, Alexander Kluge, Sylvie Lindeperg und Thomas Heise.
Die Buchreihe »Traversen« erscheint seit 1995 in Zusammenarbeit mit Hermann Kappelhoff. Untersuchungen der Buchreihe gelten u. a. Positionen des westeuropäischen Nachkriegskinos und dessen Verhältnis von Politik und ästhetischer Erfahrung.
In Kooperation mit den Mosse-Lectures an der Humboldt-Universität zu Berlin publiziert Vorwerk 8 seit 2006 regelmäßig Bücher zu Themenfeldern der internationalen Vortragsreihe. Interdisziplinär angelegt, widmen sich die Mosse-Lectures der Darstellung historischer Sachverhalte und Konflikte, insbesondere der Vergangenheit und Gegenwart jüdischen Lebens, Denkens und Handelns in Deutschland. Die Publikationen enthalten Beiträge von u. a. Wladimir Sorokin, William Kentridge, Burkhardt Wolf, Bruno Latour, Kathrin Röggla, Joseph Vogl, Thomas Macho, Reinhard Jirgl, Brigitte Kronauer, Dan Diner, Andreas Huyssen.
Seit 2019 erscheint die zeitgenössische Lyrik-Reihe »Takt & Metrik«. Die Essay-Reihe »Teilweise Musil« setzt sich experimentell und kommentarisch mit Robert Musils »Der Mann ohne Eigenschaften« auseinander und erscheint seit 2020. Parallel dazu veröffentlicht der Verlag literarische Texte, darunter Essays und Lyrik, u. a. von Maja Turowskaja, Robert Warshow, B.K. Tragelehn, Esther Dischereit, Andreas Seltzer, Reiner Geulen, Peter Weitzner, Jürgen K. Hultenreich.
2016 erhielt der Verlag den Förderpreis der Kurt Wolff Stiftung. Die Jury begründete ihre Wahl damit, dass der Verlag „mit Spürsinn, Geistesgegenwart und großem typographischen und visuellen Einfallsreichtum die Künste miteinander ins Gespräch bringt, dafür sorgt, dass keine mit sich selbst allein ist und in Literatur und Film, Theater, Musik und bildende Kunst die Impulse aus Wissenschaften wie Anthropologie und Medientheorie eingehen.“

## Autoren und Herausgeber (Auswahl)
- Theresia Birkenhauer
- Hartmut Bitomsky
- Stephen Bronner
- Michael Brynntrup
- Matthias Buth
- Elisabeth Büttner
- Serge Daney
- Raymond Depardon
- Astrid Deuber-Mankowsky
- Esther Dischereit
- Thomas Elsaesser
- Harun Farocki
- Susanne Gaensheimer
- Reiner Geulen
- Theo Girshausen
- Karin Harrasser
- Thomas Heise
- Werner Herzog
- Alexander Honold
- Christoph Hübner
- Danièle Huillet und Jean-Marie Straub
- Jürgen K. Hultenreich
- Leslie Kaplan
- Hermann Kappelhoff
- Alexander Kluge
- Caroline Neubaur
- Marcel Ophüls
- Christian Petzold
- Bert Rebhandl
- Kathrin Röggla
- Nicolaus Schafhausen
- Heide Schlüpmann
- Christian Schulte
- Kaja Silverman
- Georg Stanitzek
- B.K. Tragelehn
- Maja Turowskaja
- Karsten Witte

## Ehrungen
- 2016: Kurt-Wolff-Förderpreis